# Железная госпожа
«Железная госпожа» (кит. трад. 鐵娘子, упр. 铁娘子, палл. Те Нян Цзы, англ. Iron Mistress) — тайваньский приключенческий боевик, снятый режиссёром Сун Цуньшоу по сценарию Ян Шицина, вышедший на экраны в 1969 году. Главные роли исполнили Хань Сянцинь и Бай Ин.

## Сюжет
Во времена династии Сун повстанцы в Северном Китае борются с варварами, захватившими империю. Девушка, известная как Железная Леди, сплачивает вокруг себя группу воинов и занимается набегами на захватчиков. Однажды, внезапно ночью варвары нападают на её отряд во время празднования, после чего повстанцы вынуждены бежать. Железная Леди вспоминает человека по имени Шэн, которому она когда-то отказала: она думает, что он может помочь им, несмотря на то, что не имеет вооружённых бойцов. Он оказывается очень умным человеком, а хороший план необходим. Некоторые из отряда Железной Леди не доверяют новичку и подозревают, что он предатель. Сам Вэй Шэн подозревает кого-то другого. С непрочным доверием друг к другу повстанцы сталкиваются с варварами вновь.

## В ролях
| Актёр        | Роль               |
| ------------ | ------------------ |
| Хань Сянцинь | Железная Леди      |
| Бай Ин       | Вэй Шэн            |
| Цао Цзянь    | Синь Цзань         |
| Вань Чуншань | Фу Цзы             |
| Гао Мин      | судья              |
| Мяо Тянь     | Дань Кэнин         |
| Тан Ци       | Цзян Мэй           |
| Юй Пэй       | Чан Шэн            |
| Чжао Инъин   | сестра             |
| Сюэ Хань     | татарский командир |
| Гу Цзюнь     | предатель          |

## Съёмочная группа
- Компания: Union Film, International Film Co., Ltd.
- Продюсер: Ша Жунфэн
- Исполнительный продюсер: Чжан Таожань
- Режиссёр: Сун Цуньшоу[кит.]
- Сценарист: Ян Шицин
- Ассистент режиссёра: Мяо Тянь, Цзян Шоуцянь
- Постановка боевых сцен: Пань Яокунь
- Художник: Чау Чилён
- Монтаж: Ван Цзиньчэнь
- Грим: У Сюйцин
- Дизайнер по костюмам: Чжу Дэчжэнь
- Оператор: Хуа Хуэйин[кит.], Чжоу Есин
- Композитор: Сюй И